# Åbyggeby (tegelbruket)
Åbyggeby (tegelbruket) är en bebyggelse norr om Åbyggeby i Gävle kommun. Området klassades som en separat småort mellan 2005 och 2015 för att vid 2015 års avgränsning klassas som del av tätorten Åbyggeby. Vid avgränsningen 2020 klassades bebyggelsen åter till en separat småort för att 2023 åter klassas som en del av tätorten Åbyggebo.
| Befolkningsutvecklingen i Åbyggeby (tegelbruket) 2005–2020                                                           | Befolkningsutvecklingen i Åbyggeby (tegelbruket) 2005–2020 | Befolkningsutvecklingen i Åbyggeby (tegelbruket) 2005–2020 | Befolkningsutvecklingen i Åbyggeby (tegelbruket) 2005–2020 | Befolkningsutvecklingen i Åbyggeby (tegelbruket) 2005–2020 |
| --- | ---------------------------------------------------------- | ---------------------------------------------------------- | ---------------------------------------------------------- | ---------------------------------------------------------- |
| |                                                            |                                                            |                                                            |                                                            |
| År |                                                            |                                                            | Folkmängd                                                  | Areal (ha)                                                 |
| 2005 | 2005                                                       |                                                            | 64                                                         | 17#                                                        |
| 2010 | 2010                                                       |                                                            | 72                                                         | 17#                                                        |
| 2020 | 2020                                                       |                                                            | 87                                                         | 20#                                                        |
| Anm.: Ny småort 2005. Sammanvuxen med tätorten Åbyggeby 2015, separat 2020, åter del av Åbyggeby 2023. # Som småort. |                                                            |                                                            |                                                            |                                                            |